# مولای ادریس زرهون
مولای ادریس زرهون (به فرانسوی: Moulay Driss Zerhoun) یک منطقهٔ مسکونی در مراکش است که در Meknès Prefecture واقع شده‌است.
 مولای ادریس زرهون  ۱۲٬۶۱۱ نفر جمعیت دارد و ۵۳۰ متر بالاتر از سطح دریا واقع شده‌است.